# ブラザー・ミッション -ライド・アロング2-
『ブラザー・ミッション -ライド・アロング2-』（原題:Ride Along 2）は2016年に公開されたのコメディ映画である。監督はティム・ストーリー、主演はケヴィン・ハートとアイス・キューブが務めた。本作は2014年に公開された映画『ライド・アロング〜相棒見習い〜』の続編である。なお、日本国内では劇場公開されず、2017年6月7日にDVDが発売された。

## ストーリー
フロリダ州マイアミ。犯罪組織のボス、アントニオ・ポープはハッキングで自分の金を奪った犯人を捜すのに血眼になっていた。犯人の一人を始末することはできたが、共犯者が誰なのかまでは把握できていなかった。そこで、アントニオは部下たちに犯人捜しを命じた。
その頃、ジェームズ・ペイトンはメイフィールド刑事と共に張り込みを行っていた。有名なドラッグ・ディーラー、トロイを逮捕するためであった。新人警官のベン・バーバーはすぐに打って出ようとしたが、それをジェームズが押し止めていた。ジェームズは慎重に接近していったが、トロイに気付かれてしまった。カメラ越しにそれを見ていたベンは直ちに行動を開始し、トロイを思いっ切り挑発した。その結果、銃撃戦が始まり、メイフィールドが銃撃されてしまった。その混乱に乗じてトロイは逃走しようとしたため、ベンとジェームズは彼を必死で追いかけた。逃走劇の末、ジェームズはトロイの身柄を確保した。
銃撃されたメイフィールドだったが、何とか一命を取り留めることができた。ジェームズはベンの軽率な行動を厳しく叱責した。ブルックス警部補に命じられ、ジェームズはトロイの雇い主が誰なのかを探るべく、マイアミへと向かうことになった。汚名を返上したいベンも同行を志願したが、当然の如く却下された。
帰宅したベンはアンジェラとの結婚式の準備を進めていたが、ウェディングプランナーのコリと口論になってしまった。「ベンがいたのでは結婚式の計画も満足に立てられない」と思ったアンジェラは、兄のジェームズに「ベンをマイアミに連れて行って欲しい」と懇願した。当初、ジェームズは妹の頼みを断ろうとしたが、「ベンに警官には向いていないと悟ってもらうチャンスなのではないか」と思い直し、ベンをマイアミへ連れて行くことにした。
勇んでマイアミへと向かったベンだったが、その気合いは空回りするばかりであった。ついには、地元警察のマヤ・クルーズ刑事に叱責される事態となった。ジェームズは謎のハッカー（A・J・ジェンキンス）と接触することに成功し、指示されたクラブへと向かった。仕事としてクラブへ行ったにも拘わらず、ベンはそこで開催されていたバチェラー・パーティーに同席して一緒に盛り上がってしまった。そのパーティーにはジェンキンスも参加していた。ジェンキンスはアントニオの追っ手もおびき出しており、ジェームズは銃撃戦を演じる羽目になった。その隙にジェンキンスはクラブから立ち去った。ベンとジェームズは重要な品が入っていると言われた金庫を開けたが、中身は空っぽであった。クラブから帰ろうとした2人だったが、車には爆弾が仕掛けられていた。ジェームズが間一髪のところで気が付いたため、2人は無傷だったが、自動車は木っ端微塵になってしまった。
ジェームズの予想通り、その後もベンはミスを連発していったが、最後の最後で驚くべき活躍をすることになった。

## キャスト
| 役名                           | 俳優                         | 日本語吹替                                     |
| ------------------------------ | ---------------------------- | ---------------------------------------------- |
| ベン・バーバー                 | ケヴィン・ハート             | 勝杏里                                         |
| ジェームズ・ペイトン           | アイス・キューブ             | 乃村健次                                       |
| A・J・ジェンキンス             | ケン・チョン                 | 落合弘治                                       |
| アントニオ・ポープ             | ベンジャミン・ブラット       | 井上和彦                                       |
| マヤ・クルーズ刑事             | オリヴィア・マン             | 浅野まゆみ                                     |
| ヘルナンデス                   | カルロス・ゴメス             | 松田健一郎                                     |
| ブルックス警部補               | ブルース・マッギル           | 土師孝也                                       |
| アンジェラ・ペイトン＝バーバー | ティカ・サンプター           | 東條加那子                                     |
| トロイ                         | グレン・パウエル             | さかき孝輔                                     |
| コリ                           | シェリー・シェパード         | 岡田恵                                         |
| ターシャ                       | ナディーン・ベラスケス       | 櫻庭有紗                                       |
| メイフィールド刑事             | タイリース・ギブソン         | 烏丸祐一                                       |
| アロンゾ                       | アルトゥーロ・デル・プエルト | 斎藤寛仁                                       |
| その他                         |                              | 橘潤二 松井暁波 北田理道 藤田曜子 岡井カツノリ |
|                                |                              |                                                |
| 演出                           |                              | 宇出喜美                                       |
| 翻訳                           |                              | 税田春介                                       |
| 制作                           |                              | ニュージャパンフィルム                         |

## 製作
2013年4月23日、第1作の公開に先立って、ユニバーサル・ピクチャーズは同作の続編を製作すると発表した。2014年2月18日、第1作の興行的成功を受けて、続編の製作が正式に始まると報じられた。ティム・ストーリー監督、ケヴィン・ハート、アイス・キューブの3人が続投するとも報じられた。6月27日、ベンジャミン・ブラットが本作に出演するとの報道があった。7月16日、グレン・パウエルがキャスト入りした。28日、シェリー・シェパードの出演が決まった。

### 撮影
2014年7月7日、本作の主要撮影がフロリダ州マイアミで始まった。7月下旬には、ジョージア州アトランタに移って撮影が続行された。撮影の全工程が終了したのは同年9月16日のことであった。

## マーケティング・興行収入
2015年8月13日、本作のオフィシャル・トレイラーが公開された。
本作は『13時間 ベンガジの秘密の兵士』及び『Norm of the North』と同じ週に封切られ、公開初週末に4288万ドル前後を稼ぎ出すと予想されていたが、実際の数字はそれを大きく下回るものとなった。2016年1月15日、本作は全米3175館で公開され、公開初週末に3524万ドルを稼ぎ出し、週末興行収入ランキング初登場1位となった。

## 評価
前作と同様、本作は批評家から酷評されている。映画批評集積サイトのRotten Tomatoesには113件のレビューがあり、批評家支持率は13%、平均点は10点満点で3.8点となっている。サイト側による批評家の見解の要約は「『ブラザー・ミッション -ライド・アロング2-』は絶妙なコンビネーションを発揮した主演2人を以てしても、続編では面白さが減じてしまうという法則を破ることができないことを証明している。脚本を上手く活かせていない上に、その脚本自体も前作の面白かった要素を拝借しているだけだ。」となっている。また、Metacriticには29件のレビューがあり、加重平均値は32/100となっている。なお、本作のCinemaScoreはB+となっている。

## 続編の構想
2016年10月、ティム・ストーリー監督は本作の続編の企画が進められていると明かした。